# Nygrekiska
Nygrekiska är det levande grekiska språket som talas och skrivs i Grekland idag. Det utvecklades via den medeltida bysantinska grekiskan från den gamla eller klassiska grekiskan. Det räknas som ett av de mest ordrika språken i världen, med mer än 600 000 ord.[källa behövs]
Sedan slutet av medeltiden har språket existerat i två former: Dimotiki (Δημοτική, "det folkliga") och Katharevusa (Καθαρεύουσα, "det rena"). Katharevusa är en klassificerad form, som under 1800- och 1900-talet användes i litteratur, juridiska akter, vetenskapliga publikation samt på offentliga dokument. Dimotiki är den vanligaste formen av nygrekiska; denna form ligger nära talspråket, och det är denna form som nu är officiellt språk i Grekland, även om man fortfarande ofta kan se katharevusaformer.
Nygrekiska skiljer sig på många sätt från den klassiska grekiskan, bland annat genom påverkan av andra språk genom medeltiden, samt med stora ändringar i grammatiken. 